# إنديانابوليس 500 سنة 2009
سباق إنديانا بوليس -500 ميل 2009 أقيم في حلبة إنديانابوليس موتور سبيدواي في 24 مايو 2009 وفاز في السباق هيليو كاسترو نيفيز من فريق فريق بنسك بمتوسط سرعة 150.318 mph.
وكان أول المنطلقين هيليو كاسترو نيفيز بسرعة 224.864 ميل/س (362 كم/س).